# Biblioteca Catalana de l'Alguer
La Biblioteca Catalana de l'Alguer és una biblioteca situada a l'Alguer, a Sardenya. Fundada i volguda per l'Obra Cultural de l’Alguer l’any 1988, és l'única biblioteca d'aqueixa ísola i de tot Itàlia especialitzada exclusivament en llibres en català i depèn del voluntariat exercit per aqueixa entitat amb suports puntuals del Consell Regional de Sardenya i de la Generalitat de Catalunya.
L'espaci té un fondo de més de deu mil volums, calqui d'assai valor històric i cultural. Diverses d'aqueixes obres tenen l'origen en lo filàntrop, antropòleg i redescobridor del català alguerés Eduard Toda i Güell, que lo 1888, en un dels seus viatges a l'Alguer hi ha portat una Biblioteca Catalana cedida per catalanistes de Barcelona.
L'any 2014 ha restringit l'obertura al públic per manca de finançament i només hi poden entrar estudents i investigadors. L’edifici que acull la institució, a l’Alguer Vella, ha romàs en perill de tancament percosa no disposa de les condicions forçòries per a continuar en funcionament. Per aqueixa raó, lo maig del 2022 la Plataforma per la Llengua ha iniciat una campanya per recaptar diners que puguin reformar el local i permetre d'hospitar-hi activitats. En pocs dies s'han recollit més de 18.000 euros per a abotzar-ne la reobertura. L'objectivo és dedicar aqueixa contribució en eliminar barreres arquitectòniques a l'espaci de la biblioteca, canviar-hi l'enlluminada i la climatització, millorar lo servici de préstec ajunint un bibliotecari als voluntaris que ja hi treballen i organitzar-hi noves activitats per a que siguessi un lloc trobada per a qualsessia interessat en la llengua i la cultura catalanes.